# Onésimo Redondo
Pour les articles homonymes, voir Redondo (homonymie).
Onésimo Redondo Ortega, né le 16 février 1905 à Quintanilla de Abajo (province de Valladolid) et mort le 24 juillet 1936 à Labajos (province de Ségovie), est un homme politique espagnol du courant national-syndicaliste. Fondateur des Juntas Castellanas de Actuación Hispánica, il s’allia ensuite à Ramiro Ledesma Ramos pour créer les Juntas de Ofensiva Nacional-Sindicalista (JONS) dont la fusion avec la Phalange espagnole de José Antonio Primo de Rivera devait donner naissance à la Phalange espagnole (Falange Española de las JONS).

## Les premières années
Onésimo Redondo est né dans une famille d’agriculteurs. Il suivit ses études jusqu’au baccalauréat au collège Notre-Dame de Lourdes à Valladolid. Il travailla ensuite comme employé de bureau à la Délégation des Finances de Salamanque, tout en poursuivant des études de droit à l’université de la ville. Après avoir obtenu la licence en 1926, il retourna à Valladolid pour passer le concours d’entrée dans le corps des avocats d’État, mais il échoua. 
En 1927, grâce à l’intervention d’Ángel Herrera Oria, directeur de la revue catholique El Debate, il obtint une place de lecteur d’espagnol à l'université de Mannheim en Allemagne. Il n’est pas impossible qu’il ait alors subi l’influence des idées nationales-socialistes, le Parti nazi étant alors en plein essor en Allemagne.
Il revint en Espagne en octobre 1928 où il commença sa carrière politique à la tête du syndicat des producteurs de betterave de la Vieille-Castille et, en 1929, il fit son service militaire à Valladolid. C’est à cette époque qu’il fit la connaissance de Mercedes Sanz Bachiller qu’il épousa en février 1931.

## Fondation desJuntas Castellanas de Actuación Hispánica
Bien qu’initialement très lié au mouvement de l’Action catholique, il s’en éloigna assez vite le considérant comme trop ancré dans le libéralisme bourgeois. Après la proclamation de la Seconde République espagnole, il créa, en juin 1931, la revue Libertad  qui allait devenir le principal organe de presse du mouvement politique qu’il allait fonder peu après et dans laquelle il signa plusieurs articles contre le marxisme, le capitalisme bourgeois et les juifs tout en exprimant son admiration pour les régimes fascistes. En août de la même année, il fonda aussi un groupe politique appelé Juntas Castellanas de Actuación Hispánica qui prônait le recours à l’action directe comme moyen de conquête du pouvoir et rejetait la démocratie et tout système électoral.

## Création des JONS
En novembre 1931, la fusion de son mouvement politique avec celui de Ramiro Ledesma Ramos donna naissance aux Juntas de Ofensiva Nacional Sindicalista (JONS), parti qui adopta comme emblème le joug et les flèches des rois catholiques. Les JONS étaient dirigées par un Triumvirat central composé d’Onésimo Redondo, de Ramiro Ledesma et de Francisco Jiménez qui devait être remplacé plus tard par Antonio Bermúdez Cañete.
L’objectif de ce nouveau parti politique anti-marxiste était la création d’un État totalitaire national-syndicaliste. Ses orientations politiques étaient sensiblement les mêmes que celles des anciennes Juntas Castellanas. Il ne s’opposait pas à la république comme forme d’État alors que Redondo avait été favorable à la monarchie alors qu’il était proche de l’Action catholique. Le principal organe de presse du nouveau parti resta la revue Libertad dans laquelle Redondo publia une traduction commentée des Protocoles des Sages de Sion, ouvrage antisémite bien connu.

## Création de la Phalange espagnole des JONS
Ayant participé au soulèvement avorté du général Sanjurjo en 1932, il s’enfuit au Portugal pour éviter la prison, d’abord à Curia puis à Porto. Depuis son exil portugais, il lança un nouvel hebdomadaire national-syndicaliste, Igualdad, qui parut pour la première fois le 14 novembre 1932,  et dans lequel il publia de nombreux articles à caractère politique.
En avril 1933  il créa avec Ledesma Ramos une nouvelle revue, J.O.N.S., comme organe du parti. En octobre, il rentra en Espagne et s’installa à Valladolod. Il décida de se présenter aux élections législatives du 19 novembre 1933 mais, à la dernière heure, il retira sa candidature pour ne pas porter préjudice à la droite de la CEDA.
Le 4 mars 1934 les J.O.N.S. fusionnèrent avec la Phalange espagnole de José Antonio Primo de Rivera pour donner naissance à la Falange Española de las JONS. Le nouveau parti politique resta sous la direction de José Antonio, de Ramiro Ledesma et de Julio Ruiz de Alda, Redondo passant au second plan. Lorsque Ramiro Ledesma Ramos quitta le nouveau parti en 1935, Redondo choisit cependant de rester à la Phalange.

## La mort au début de la guerre civile
Au début de la guerre civile, Onesimo Redondo (en espagnol : Onésimo Redondo) était en prison à Avila (en espagnol : Ávila) où il avait été transféré le 25 juin depuis Valladolid. Le soulèvement national n’ayant rencontré aucune opposition à Avila (en espagnol : Ávila), il fut libéré dès le 18 juillet et se rendit aussitôt à Valladolid où, selon Hugues Thomas, il prit la tête pendant quelques jours d’une « Patrouille de l’aube ».
Le 24 juillet 1936, il prit la route de Madrid avec deux autres phalangistes pour aller défendre le col de Alto de los Leones que venaient de conquérir les troupes nationales mais qui subissaient une forte contre-attaque des forces républicaines de Madrid. En entrant dans le village de Labajos (Ségovie), ils constatèrent la présence d’un important groupe armé et ils s’arrêtèrent pensant qu’il s’agissait de nationaux comme eux. Alors qu’ils venaient juste de mettre pied à terre quelqu’un s‘écriât « ce sont des fascistes ! » et aussitôt des coups de feu éclatèrent. Il semble qu’Onesimo Redondo (en espagnol : Onésimo Redondo) ait réussi à s’enfuir en tirant des coups de feu, mais il fut attrapé et abattu un peu plus loin.
Le groupe armé qui se trouvait dans le village était un élément avancé de la colonne Mangada envoyé depuis Villacastin (en espagnol : Villacastín) pour localiser les forces ennemies dans ce No Man's Land.
Sa disparition devait entraîner la chute de son frère Andrés de la direction de la Phalange de Vieille-Castille  jusqu’alors contrôlée par les deux frères qui s’opposaient à la domination du parti local par les chefs des unités de la Phalange qui combattaient sur le front.

## Le souvenir

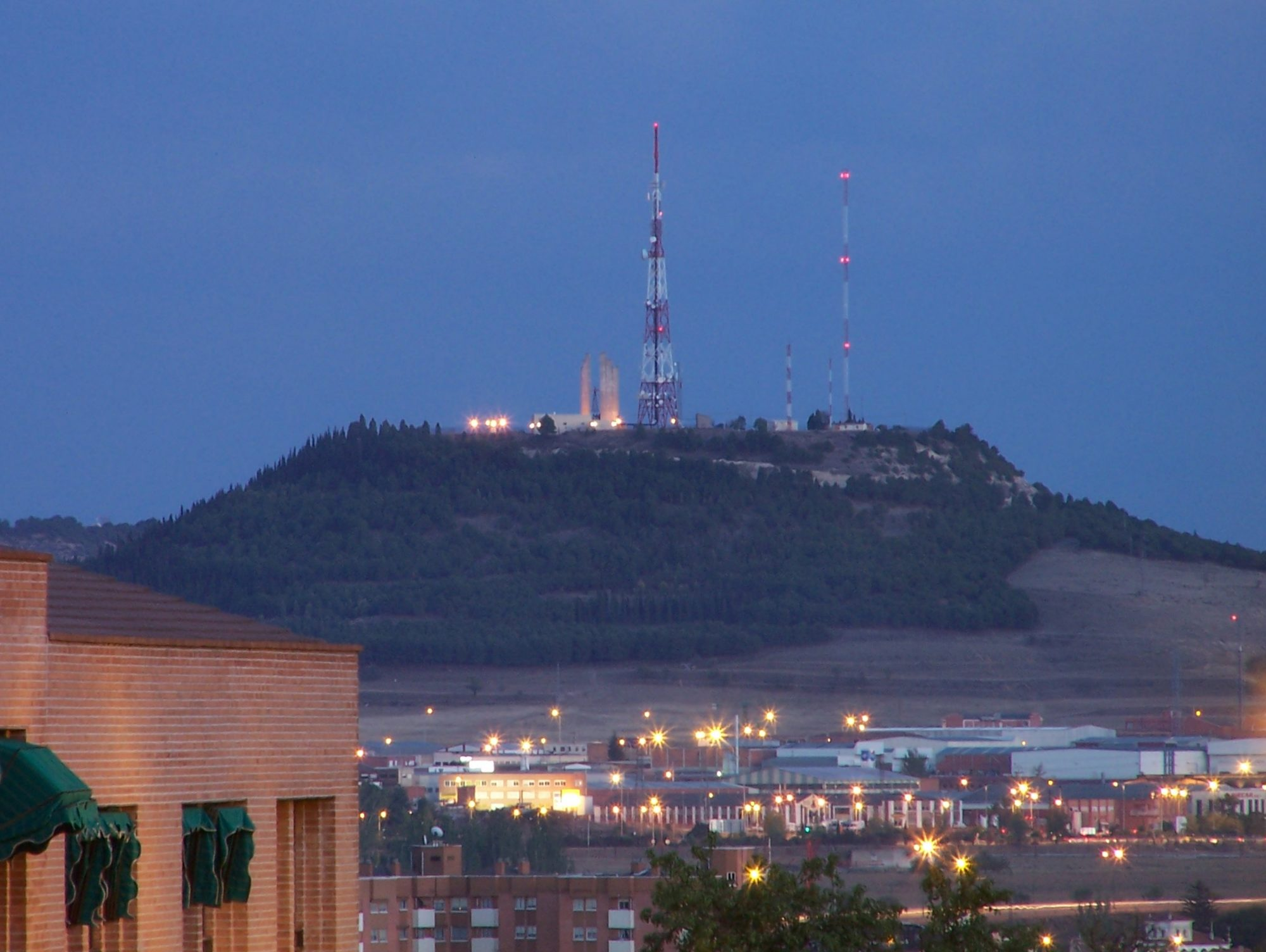
Monument à Onésimo Redondo sur les hauteurs de la colline de San Cristóbal à Valladolid (démantelé en 2016).

Après sa mort, le régime franquiste  fit d’Onesimo Redondo (en espagnol : Onésimo Redondo) un des « martyrs de la croisade » et lui conféra à titre posthume le titre de Conde de Labajos. Le monument à la gloire d’Onesimo Redondo (en espagnol : Onésimo Redondo) construit à la sortie de Labajos est toujours fleuri par les phalangistes. A Labajos toujours, le lieu précis de sa mort dans une des rues de la ville est marqué par une petite plaque. Enfin, le 25 juillet 1961, le régime a inauguré un monument dédié à Onesimo Redondo (en espagnol : Onésimo Redondo) à Valladolid, mais qui a fini par être démantelé en 2016. 
La veuve d’Onésimo Redondo, Mercedes Sanz-Bachiller, fut la fondatrice, en octobre 1936, du Service de l’entraide d'hiver (appelé ensuite Service d’entraide sociale), une organisation de la Phalange qui joua un rôle très important dans les premières années de la guerre. Il y avait une certaine rivalité entre le Service d’entraide sociale et la section féminine, la branche féminine de la Phalange, qui était dirigée par Pilar Primo de Rivera, la sœur de José Antonio Primo de Rivera.